# Eleccions legislatives romaneses de 2008

Resultats per la Cambra de Diputats de Romania per les constituències 1 a 42

Resultats per al Senat de Romania per les Constituències 1 a 42

Les eleccions legislatives romaneses de 2008 se celebraren el 30 de novembre de 2008 per a renovar els 334 membres de la Cambra de Diputats i els 137 membres del Senat de Romania. El partit amb més escons fou el demòcrata-liberal, i el seu cap, Emil Boc fou nomenat primer ministre de Romania.
Resultats de les eleccions de 30 de novembre de 2008 per a renovar la Cambra de Diputats i el Senat de Romania
| Partits i aliances                     | Partits i aliances | Cambra de Diputats | Cambra de Diputats | Cambra de Diputats | Cambra de Diputats | Cambra de Diputats | Senat     | Senat   | Senat | Senat   | Senat    |
| Partits i aliances                     | Partits i aliances | Vots               | Escons             | +/–                | Vots %             | Escons %           | Vots      | Escons  | +/–   | Vots %  | Escons % |
| -------------------------------------- | --- | ------------------ | ------------------ | ------------------ | ------------------ | ------------------ | --------- | ------- | ----- | ------- | -------- |
|                                        | Partit Demòcrata-Liberal (Partidul Democrat-Liberal)                                                                                                  | 2,228,860          | 115                | +48                | 32,36%             | 34,43%             | 2,312,358 | 51      | +22   | 33,57%  | 37,23%   |
|                                        | Aliança PSD+PC (Alianţa PSD+PC) - Partit Socialdemòcrata (Partidul Social Democrat) - Partit Conservador (Partidul Conservator)                       | 2,279,449          | 114 110 4          | –10                | 33,09%             | 34,13%             | 2,352,968 | 49 48 1 | –6    | 34,16%  | 35,77%   |
|                                        | Partit Nacional Liberal (Partidul Naţional Liberal) - Partit Nacional Democristià Agrari (Partidul Naţional Ţărănesc Creştin Democrat) (15 candidats) | 1,279,063          | 65                 | +5                 | 18,57%             | 19,46%             | 1,291,029 | 28      | +4    | 18,74%  | 20,44%   |
|                                        | Unió Democràtica dels Hongaresos de Romania (Uniunea Democrată Maghiară din România)                                                                  | 425,008            | 22                 | ±0                 | 6,17%              | 6,59%              | 440,449   | 9       | –1    | 6,39%   | 6,56%    |
|                                        | Minories ètniques | 243,908            | 18                 | —                  | 3,56%              | 5,39%              | —         | —       | —     | —       | —        |
|                                        | Partit de la Gran Romania (Partidul România Mare) | 217,595            | 0                  | –21                | 3,15%              | 0%                 | 245,930   | 0       | –13   | 3,57%   | 0%       |
|                                        | Partit de la Nova Generació - Democristians (Partidul Noua Generaţie)                                                                                 | 156,901            | —                  | —                  | 2,27%              | —                  | 174,519   | —       | —     | 2,53%   | —        |
|                                        | Partit Verd Ecologista (Partidul Verde Ecologist) | 18,279             | —                  | —                  | 0,27%              | —                  | 48,119    | —       | —     | 0,70%   | —        |
|                                        | Partit Popular i de Protecció Social (Partidul Popular şi al Protecţiei Sociale)                                                                      | 8,388              | —                  | —                  | 0,12%              | —                  | 10,805    | —       | —     | 0,16%   | —        |
|                                        | Partit Nacional Democristià (Partidul Naţional Democrat Creştin)                                                                                      | 316                | —                  | —                  | 0,00%              | —                  | 1,365     | —       | —     | 0,02%   | —        |
|                                        | Partit Socialista Romanès (Partidul Socialist Român)                                                                                                  | 585                | —                  | —                  | 0,01%              | —                  | 445       | —       | —     | 0,02%   | —        |
|                                        | Partit Romania Europea (Partidul României Europene)                                                                                                   | 87                 | —                  | —                  | 0,00%              | —                  | —         | —       | —     | —       | —        |
| Total vots vàlids (participació 39,2%) | Total vots vàlids (participació 39,2%) | 6,858,439          | 334                | +2                 | 100,00%            | 100,00%            | 6,877,987 | 137     | —     | 100,00% | 100,00%  |
| Font: Biroul Electoral Central         | |                    |                    |                    |                    |                    |           |         |       |         |          |

## Conseqüències
Amb la victòria del Partit Demòcrata-Liberal (PD-L) a les eleccions, el president Traian Băsescu nominà a Theodor Stolojan com a candidat principal a Primer Ministre el 10 de desembre de 2008, però al cap de cinc dies anuncià la seva retirada política. El mateix dia el president Băsescu el nomenà com a candidat a Primer Ministre.